# Kupagyőztesek Ázsia-kupája
A Kupagyőztesek Ázsia-kupája (angolul: Asian Cup Winners' Cup) egy megszűnt, az AFC által kiírt nemzetközi labdarúgókupa volt. A sorozatban, a nemzeti kupákat megnyerő klubcsapatok vettek részt. A győztes az AFC-bajnokok kupájának nyertesével játszott az szuperkupáért.
A tornát 1990 és 2002 között tizenkét alkalommal rendezték meg.
A legsikeresebb csapat a szaúdi el-Hilál és a japán Yokohama F. Marinos 2 győzelemmel.
A 2002–03-as szezontól kezdődően a versenysorozatot egyesítették az AFC-bajnokok kupájával és létrehozták az AFC-bajnokok ligáját.

## Eredmények
| Szezon  | Győztes            | Eredmény              | Döntős                  |
| ------- | ------------------ | --------------------- | ----------------------- |
| 1990–91 | Persepolis         | 1 – 0 (összesítésben) | Muharraq                |
| 1991–92 | Nissan FC          | 6 – 1 (összesítésben) | en-Naszr                |
| 1992–93 | Yokohama Marinos   | 2 – 1 (összesítésben) | Persepolis              |
| 1993–94 | Al-Qadisiya        | 6 – 2 (összesítésben) | South China             |
| 1994–95 | Yokohama Flügels   | 2 – 1 (h.u.)          | Al-Shaab                |
| 1995    | Bellmare Hiratsuka | 2 – 1                 | Al-Talaba               |
| 1996–97 | el-Hilál           | 3 – 1                 | Nagoya Grampus Eight    |
| 1997–98 | en-Naszr           | 1 – 0                 | Suwon Samsung Bluewings |
| 1998–99 | Al-Ittihad         | 3 – 2 (h.u.)          | Chunnam Dragons         |
| 1999–00 | Shimizu S-Pulse    | 1 – 0                 | Al-Zawraa               |
| 2000–01 | Al-Shabab          | 4 – 2                 | Dalian Shide            |
| 2001–02 | el-Hilál           | 2 – 1 (h.u.)          | Jeonbuk Hyundai Motors  |

- h.u. – hosszabbítás után
- b.u. – büntetők után

## Ranglista országonként
| # | Ország       | Győztes | Döntős |
| - | ------------ | ------- | ------ |
| 1 | Szaúd-Arábia | 6       | 1      |
| 2 | Japán        | 5       | 1      |
| 3 | Irán         | 1       | 1      |
| 4 | Dél-Korea    | 0       | 3      |
| 5 | Irak         | 0       | 2      |
| 6 | Bahrein      | 0       | 1      |
| 6 | Kína         | 0       | 1      |
| 6 | Hongkong     | 0       | 1      |
| 6 | UAE          | 0       | 1      |